# 阿內姆語
阿內姆語（Anêm language）是一種通行於巴布亞新幾內亞新不列顛島西北部海岸邊數個主要村莊的語言，這些村莊分別為馬來松我村（Malasoŋo，在此村它和巴里埃語並行使用）、卡來埃村（Karaiai）、摩西力其村（Mosiliki）、普戴玲村（Pudêlîŋ）、阿梯阿土村（atiatu，在此村它和魯西語並行使用）和波羅村（Bolo，在此村它和亞莉亞語(Aria)並列使用）等。它亦通行於鄰近村莊中多半具有阿內姆人血統的少數人之間。阿內姆語有兩個分言。Akiblîk這個通行於波羅村一帶的方言在1982年時已在功能上近乎絕滅，其最年輕的使用者年紀約為三十五歲。而阿內姆語的主要方言則通行於其他的幾個村莊之間。它有大約550名使用者。
阿內姆語被認為是一種未與其他語言有已知親屬關係的語言，但此語言可能和阿它語(Ata language)和耶里多涅語有親緣關係，這三個語言組成一個假定的耶勒─西新不列顛語族(Yele – West New Britain family)。
阿內姆語因魯西語(Lusi language)這個當地的跨社區語言(inter-community language)的影響而產生句法轉借的現象。

## 語法
阿內姆語的語序如下：
- 基本語序：SVO(主詞─動詞─受詞)
- 介詞為前置詞
- 形容詞、指示詞、數詞等修飾語皆置於其所修飾的名詞之後。
- 否定和完成體(completive aspect，相對於英語的already)等的詞置於句尾

阿內姆語透過語調(intonation contour)的變化來構造疑問句。
阿內姆語有已然語氣(realis)、非已然語氣(irrealis)和勸勵語氣(hortative)三種語氣，其中已然語氣用於已發生或正在發生的事；非已然語氣用於未來或假想的事；而勸勵語氣(僅見於第三人稱中)用於命令。

## 例句
| 阿內姆語句子 | Tita-nae           | u-b-î                               | aba                | niak.              |
| 解釋         | 父親-我的          | 已然語氣.他(三人稱陽性單數)-殺-他們 | 豬                 | 二                 |
| 翻譯         | 我的爸爸殺了兩頭豬 | 我的爸爸殺了兩頭豬                  | 我的爸爸殺了兩頭豬 | 我的爸爸殺了兩頭豬 |

| 阿內姆語句子 | Aia-nae            | i-sama-dî                         | uas.               |
| 解釋         | 母親-我的          | 已然語氣.她(三人稱陰性單數)-求-它 | 煙草               |
| Translation  | 我的母親要一些煙草 | 我的母親要一些煙草                | 我的母親要一些煙草 |

- 否定標記置於句尾，如下所示：

| 阿內姆語句子 | U-k                            | a-xî           | nan?           |
| 解釋         | 已然語氣.他(三人稱陽性單數)-去 | 向-它          | 花園           |
| 翻譯         | 他去了花園嗎？                 | 他去了花園嗎？ | 他去了花園嗎？ |

| 阿內姆語句子 | U-k                            | a-xî       | nan        | mantu.     |
| 解釋         | 已然語氣.他(三人稱陽性單數)-去 | 向-它      | 花園       | 不         |
| 翻譯         | 他沒去花園                     | 他沒去花園 | 他沒去花園 | 他沒去花園 |

| 阿內姆語句子 | U-k                            | a-xî         | nan          | pmaga.       |
| 解釋         | 已然語氣.他(三人稱陽性單數)-去 | 向-它        | 花園         | 還沒         |
| 翻譯         | 他還沒去花園                   | 他還沒去花園 | 他還沒去花園 | 他還沒去花園 |

| 阿內姆語句子 | Na-k           | a-xî         | nan          | êbêl.        |
| 解釋         | 已然語氣.你-去 | 向-它        | 花園         | 別           |
| 翻譯         | 別去花園那裡   | 別去花園那裡 | 別去花園那裡 | 別去花園那裡 |

下為勸勵語氣的範例：
| 阿內姆語句子 | o-k                            | a-xî           | nan!           |
| 解釋         | 勸勵語氣.他(三人稱陽性單數)-去 | 向-它          | 花園           |
| 翻譯         | 讓他去花園吧！                 | 讓他去花園吧！ | 讓他去花園吧！ |

阿內姆語的名詞可分成陰性和陽性兩個性別。陽性名詞使用以/l/開頭的指示詞或關係代名詞；而陰性名詞則使用以/s/開頭的指示詞或關係代名詞；此外，主詞前綴或受詞後綴皆與其相對應的名詞的性保持一致。如下所示：
陽性與陰性指示詞的範例：
| 阿內姆語句子 | Doxa         | lê           | u-ko-lo.                                            |
| 解釋         | 人           | 那.陽性      | 已然語氣.他(三人稱陽性單數)-看見-他(三人稱陽性單數) |
| 翻譯         | 那男人看見他 | 那男人看見他 | 那男人看見他                                        |

| 阿內姆語句子 | Doxa         | sê           | i-ko-lo.                                            |
| 解釋         | 人           | 那.陰性      | 已然語氣.她(三人稱陰性單數)-看見-他(三人稱陽性單數) |
| 翻譯         | 那女人看見他 | 那女人看見他 | 那女人看見他                                        |

主詞與受詞人稱一致對名詞的性一致的範例：
| 阿內姆語句子 | Onu          | lê           | i-kê-lêm.                                         |
| 解釋         | 人們         | 那.陽性      | 已然語氣.他們(三人稱眾數)-看見-她(三人稱陰性單數) |
| 翻譯         | 那些人看見她 | 那些人看見她 | 那些人看見她                                      |

## 相關資訊
- 東巴布亞語系（英语：East Papuan languages）
- Ethnologue report on Anêm （页面存档备份，存于）

## 參照
1. ↑  .   [2012-08-05]. （原始内容存档于2012-10-19）.